# تيسا ألبيرتسون
تيسا ألبيرتسون (بالإنجليزية: Tessa Albertson)‏ هي ممثلة أمريكية، ولدت في 13 أغسطس 1996 في نيويورك في الولايات المتحدة.

## أعمال

### أفلام
- (2008) فيبي في بلاد العجائب
- (2012) غير متصل[3]
- (2015) 3 أجيال

### مسلسلات
- أصغر سنا

## وصلات خارجية
- تيسا ألبيرتسون على موقع IMDb (الإنجليزية)
- تيسا ألبيرتسون على موقع قاعدة بيانات الفيلم (الإنجليزية)